# 菁埔寮
菁埔寮，原寫為菁埔藔，是臺灣臺南市南化區的一個傳統地域名稱，位於該區南端。相較於今日行政區，其範圍大致包括西埔里、東和里。

## 歷史
台灣日治初期，菁埔寮地區為一（舊制）街庄，稱為「菁埔藔庄」，隸屬於內新化南里。該庄北與中坑庄、南庄為鄰，東與溝坪庄為鄰，南邊為木柵庄，西南邊為草山庄，西邊為崗仔林庄、內庄仔庄。
1901年（日治明治三十四年）11月，全台設置二十廳，該庄隸屬於臺南廳。1903年（明治三十六年）6月，該庄編入「內新化區」，隸屬於臺南廳。1909年（明治四十二年）10月，合併二十廳為十二廳，內新化區仍隸屬於臺南廳。1920年（大正九年），廢十二廳改設五州二廳，該庄改制並雅化為「菁埔寮」大字，隸屬於臺南州新化郡南化庄（新制街庄）。
戰後南化庄改制為南化鄉，隸屬於臺南縣，大字亦改制為村。1950年雲、嘉、南分治，南化鄉仍隸屬於臺南縣。2010年12月25日，因臺南縣市合併為直轄市臺南市，南化鄉改制為南化區，村亦改制為里。

## 聚落
本地區發展較早的聚落為竹頭崎、崎頂、荖葉宅、蕃仔厝、菁埔藔、東勢湖坑口、心仔藔、苦苓腳、竹仔尖、芎蕉湖等，在日治期初期的官方地圖上已有記載。

## 交通
省道台3線俗稱「內山公路」，是臺北市至屏東的幹道，經過本地區苦苓腳聚落。由該道路北行可前往臺南市南化區南化市區、玉井區、楠西區、嘉義縣大埔鄉等地；南行可前往高雄市內門區、旗山區、旗山區/美濃區交界地帶、屏東縣里港鄉、九如鄉等地。
省道台20乙線是左鎮至南化的道路，也是南部橫貫公路的一段替代路線，經過本地區西北端。由該道路西行可前往左鎮區左鎮市區東郊，並止於省道台20線路口，東行可前往南化市區東北郊，並止於省道台3線路口。
區道南174線是西埔至苦苓湖的道路。
區道南176線是南化至竹仔興的道路。
區道南176-1線是界址至北頭的道路。

## 學校
- 西埔國小